# Mina Santa Rosa de Tierga

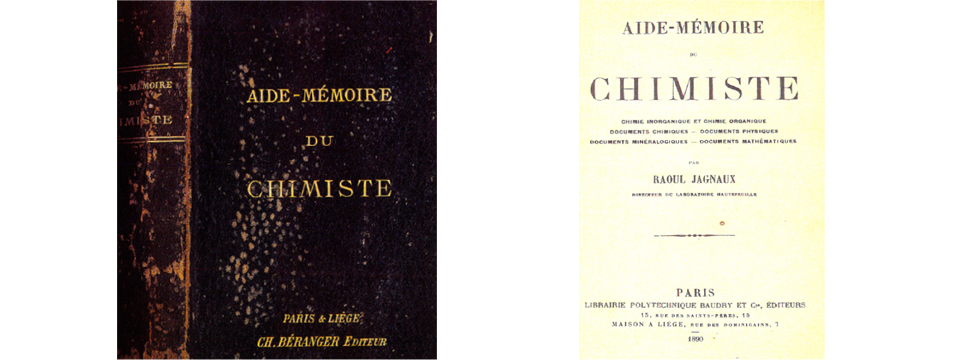
Tratado sobre química y mineralogía de 1890.

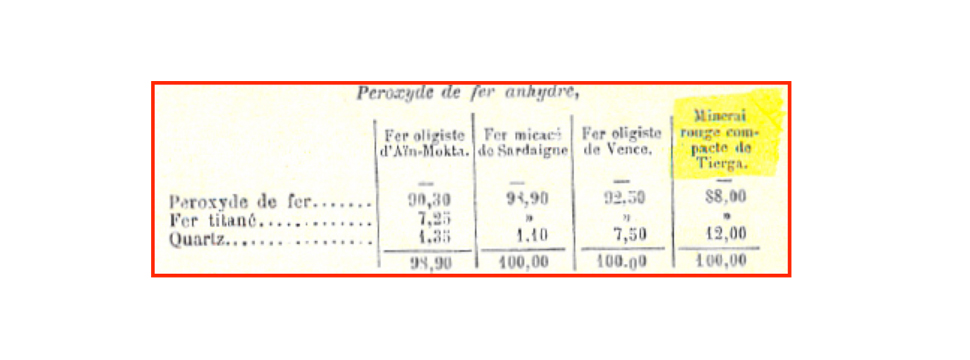
Página en la que aparece referencia a las Minas de Tierga.

La Mina Santa Rosa de Tierga  se encuentra en la localidad zaragozana de Tierga, en la comarca del Aranda (cuna del Papa Luna), cumplió en 2013 su centenario. Se encuentra a 5 kilómetros del núcleo de Tierga, en la provincia de Zaragoza, junto a la Barranca del Judío, y se llega por la carretera que une Morata de Jalón con Calcena y Purujosa, después de pasar por Mesones de Isuela, tomando una pista que sale por la izquierda de la carretera. Se encuentra sobre un yacimiento de minerales oxidados de hierro, principalmente hematites, que forma una franja de unos 12 km de largo por 1 de ancho, que ha sido explotado en distintos puntos. Actualmente es la única activa.

## Historia

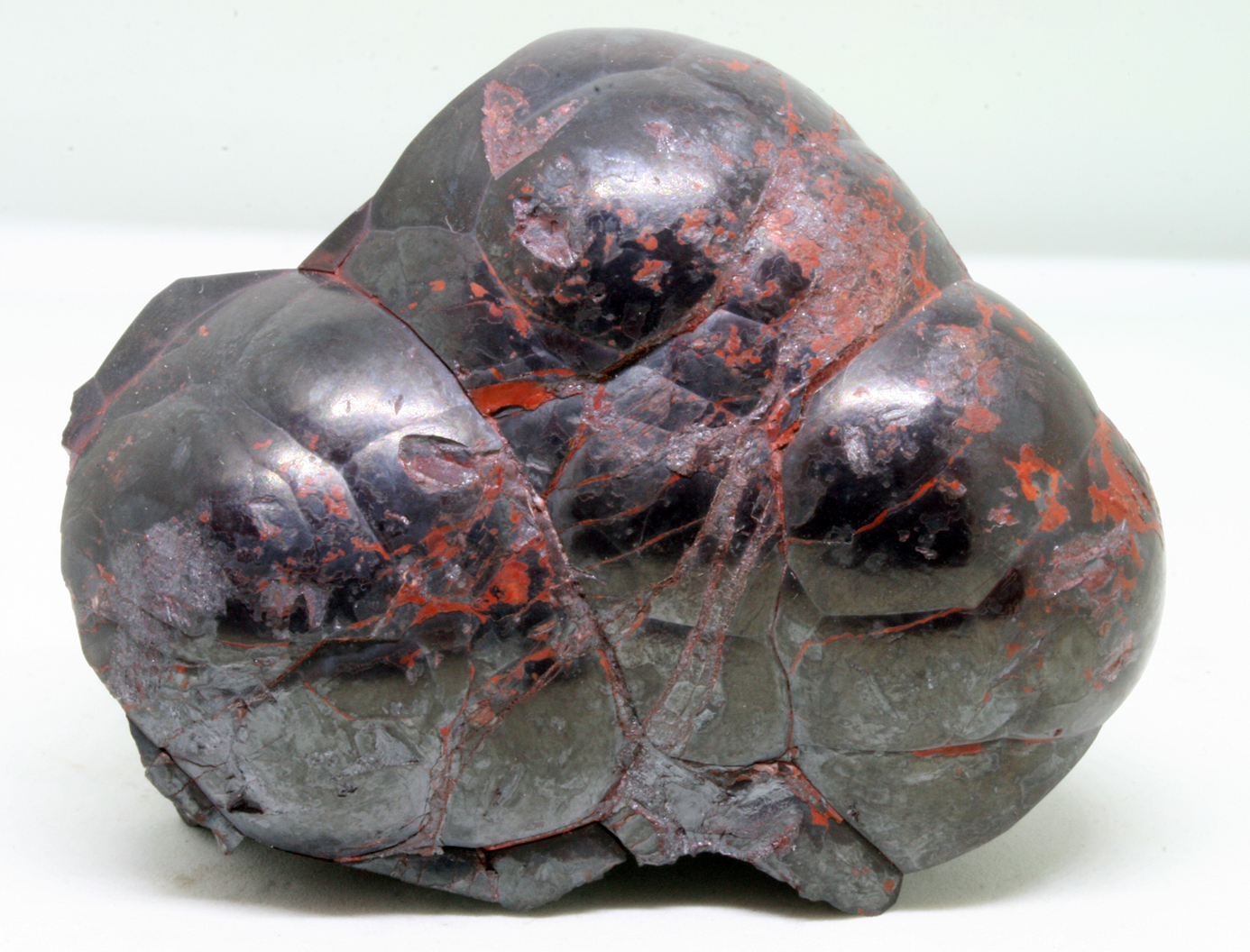
Hematites botrioidal. Mina Santa Rosa, Tierga (Zaragoza)

Entre 1900 y 1906 se llevaron a cabo investigaciones y registro de concesiones de mineral de hierro en el barranco del Judío. A partir de 1906, Francisco Cano arrendó las concesiones, constituyendo la Compañía Aragonesa de Minas Sociedad Anónima, contando con la participación de capital belga. Esta empresa pasó a ser propiedad en su mayor parte de la Compañía del Ferrocarril Central de Aragón, que a su vez fue nacionalizada e incluida en RENFE tras la guerra civil española. 
En 1944 se paralizó la actividad. A mediados de la década de 1960 la mina reanudó su actividad, explotada por Vasco Aragonesa de Minas. Actualmente la explota por minería de interior la empresa “Productos Minerales para la Industria S.A. (PROMINDSA). Esta empresa obtiene óxido de hierro gran pureza, que una vez tratado, es decir, molido y micronizado, con el nombre comercial Micronox, se emplea para pinturas industriales, construcción, asfaltos, industria del acero, del vidrio, de compuestos orgánicos como fertilizantes o comida para animales, entre otros y que exportan en la actualidad a más de sesenta países.
La Mina Santa Rosa es el principal yacimiento a nivel mundial de mineral de hierro destinado a la producción industrial de pigmentos. Hace 100 años que comenzó la explotación de forma intensiva. Se trataba entonces de una de las explotaciones más avanzadas de la época en Aragón, ya que contaba, entre otras infraestructuras, con un cable aéreo que transportaba el mineral en un recorrido de más de 27 kilómetros de longitud hasta Calatayud, desde donde era distribuido en ferrocarril a los diferentes centros siderúrgicos. Este cable aéreo era en aquella época el de más longitud de España.
Con anterioridad, en el año 1890, un tratado francés sobre química y mineralogía escrito por Raoul Jagnaux y editado por Ch. Beranger, hacía ya mención al gran valor del peróxido de hierro hallado en las minas de Tierga en la provincia de Zaragoza. Hoy, la explotación subterránea de la Mina Santa Rosa, que emplea a más de una treintena de profesionales, utiliza el método de cámaras y pilares. Este método consiste en extraer el mineral de determinadas zonas dejando siempre una parte del mismo en forma de pilares, que actúa a modo de sostenimiento y que proporciona estabilidad al conjunto de la explotación.